# Al J. Neiburg
Allen J. „Al“ Neiburg (* 22. November 1902 in St. Albans, Vermont; † 12. Juli 1978 in New Haven, Connecticut) war ein amerikanischer Songwriter und Liedtexter, der in den 1930er- und 40er-Jahren auch im Jazz hervorgetreten ist.

## Leben und Wirken
Neiburg studierte an der Boston University. Zu den bekanntesten Songs, an denen er mitgewirkt hatte, gehören „I’m Confessin’ (That I Love You)“, den er mit Doc Dougherty und Ellis Reynolds geschrieben hatte, sowie „It’s the Talk of the Town“ (1933) und „Under a Blanket of Blue“ (1933, mit Jerry Livingston und Marty Symes); letztere beide waren in den USA vor allem in den Fassungen von Glen Gray and His Orchestra populär.
Weitere Songs, an denen Neiburg mitgewirkt hatte, waren „At a Carnival in Venice“, „I’m in a Blue and Pensive Mood“, „Learning“, „Where There’s Smoke There’s Fire“ und „(When It’s) Darkness On the Delta“ (mit Livingston und Symes), „I've Got Rain in My Eyes“, „Ol’ Pappy“, „Moonrise On the Lowlands“ und „A Little Bit Later On“ (mit Levinson) „ It's A Hap-Hap-Happy Day“ (mit Winston S. Sharples/Sammy Timberg), „Sweet Slumber“ (mit Henri Woode und Lucky Millinder), „On My Way Out“ (mit Jimmy Rule) und „Moonlight Whispers“ (mit Frankie Carle), „ Here I Go Just Dreamin' Away“, „ Lonely Corral, Old Pard'ner“, „Moon Nocturne“ (mit Henri Woode), „The Moon Is Back in Business“ (mit Eddy Breuder). Seine Songs wurden von Jazzmusikern und Swing-Bandleadern wie Bunny Berigan, Les Brown, Frankie Carle, Tommy Dorsey, Shep Fields, Benny Goodman, Fletcher Henderson, Lucky Millinder und Chick Webb eingespielt; „I’m Confessin’“ kam in den Fassungen von Guy Lombardo, Rudy Vallée, Lionel Hampton, Perry Como und Les Paul/Mary Ford in die US-Charts und wurde seit 1930 über 400 Mal gecovert, u. a. von Louis Armstrong,  Ella Fitzgerald, Ruby Braff oder Lester Young. Neiburgs Songs, etwa „In a Hut in Old Havana“, „Listen My Heart“ und „Make Him Yell Uncle“ fanden in den 30er- und 40er-Jahren auch Verwendung in Musikfilmen und Cartoons wie Gullivers Reisen (1939) und Ameisen verspeisen (Regie Dave Fleischer, 1940).
In den 1950er-Jahren schrieb er noch Songs wie „A Man Gets Awfully Lonesome“ (mit Lou Ricca) für Frankie Laine, „ He'll Be Coming Down The Chimney (Like He Always Did Before)“ (mit J. Fred Coots) für Gene Autry, „You Intrigue Me“ (mit Fred Spielman) für Bernice Parks, „Let Me Give You One Last Kiss“ (mit Clay Boland/Jerry Leng) für Bernadine Read, „Play Some Music for Broken Hearts“ (mit Diego Calcagno/Marino Marini) für Johnny O’Connor, ferner mit Irving Melsher und Jerry Carr das Weihnachtslied „Let's Have an Old Fashioned Christmas“, das Don Cornell 1954 vorstellte. Er betrieb außerdem einen eigenen Musikverlag.